# اولاف ليندنبيرخ
اولاف ليندنبيرخ (بالهولندية: Olaf Lindenbergh)‏ (6 فبراير 1974 ببورميراند في هولندا - ) هو لاعب كرة قدم هولندي في مركز الوسط. شارك مع منتخب هولندا تحت 21 سنة لكرة القدم. أما مع النوادي، فقد لعب مع أغوف أبيلدورن وأياكس أمستردام وإي زد ألكمار ودي غرافشاب وسبارتا روتردام ونادي فولندام وASV De Dijk ‏.

## وصلات خارجية
- اولاف ليندنبيرخ على موقع الاتحاد الأوربي (الإنجليزية)
- اولاف ليندنبيرخ على موقع إي إس بي إن إف سي (الإنجليزية)
- اولاف ليندنبيرخ على موقع قاعدة بيانات كرة القدم.إي يو (الإنجليزية)
- اولاف ليندنبيرخ على موقع عالم كرة القدم.نت (الإنجليزية)